# Emmanuel Claus
Pour les articles homonymes, voir Claus.
Emmanuel Claus, né en 1784 à Mons et mort dans cette même ville en 1848, est un homme politique belge.

## Biographie
Emmanuel Claus était le fils de l'intendant du prince de Ligne. Avocat de profession, il était inscrit au barreau de Mons. En 1820, il fut appelé à siéger, au conseil de régence de Mons. 
À la révolution, il devint échevin de la ville de Mons et fut membre de la première assemblée législative de la Belgique : le Congrès national où il représentait l'arrondissement de Mons, jusqu'à ce qu'il résigna son mandat le 30 mars 1831.
Il fut élu bâtonnier de l’Ordre des Avocats de Mons, en 1834. Par ailleurs, il était franc-maçon et faisait partie de la loge de Mons.